# Darmošlapové
Darmošlapové (v italském originále I Vitelloni) je italský černobílý film režiséra Federica Felliniho z roku 1953. Scénář napsali Fellini a Ennio Flaiano. Hlavní role v tomto komediálním dramatu vytvořili Franco Interlenghi, Alberto Sordi, Franco Fabrizi, Leopoldo Trieste a režisérův bratr Riccardo Fellini. Zajímavostí je, že ve filmu si zahrála i české herečka Lída Baarová. Hudbu napsal Nino Rota.
Film vypráví o pěti mladých mužích, kteří žijí v malém pobřežním městečku a nevědí, co se životem. Bezcílně se potulují po ulicích, sní o ženách a velkoměstě, ale nikdy se neodhodlají k žádnému činu, s výjimkou několika výtržností. Zůstávají pasivní a v područí svých matek. Film má ovšem částečně šťastný konec, když se aspoň jeden z hrdinů, nejmladší Moraldo, v závěru odhodlá svůj život změnit a opouští maloměsto ve vlaku. Film bývá označován za neorealistické dílo. V roce 1953 získal Stříbrného lva za nejlepší režii na Filmové festivalu v Benátkách. Fellini a Flaiano za něj byli nominováni na Oscara za nejlepší původní scénář, byť až v roce 1958, kdy se film dostal do americké distribuce.